# Граф Уилтон

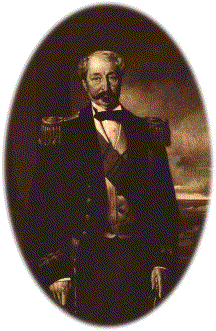
Томас Эгертон (1799—1882), 2-й граф Уилтон (1814—1882)

Граф Уилтон из замка Уилтон в графстве Херефорд (англ. Earl of Wilton) — наследственный титул в системе Пэрства Соединённого королевства. Он был создан в 26 июня 1801 года для Томаса Эгертона, 1-го барона Грея де Уилтона (1749—1814) вместе с дополнительным титулом виконта Грея де Уилтона (Пэрство Соединённого королевства).

## История

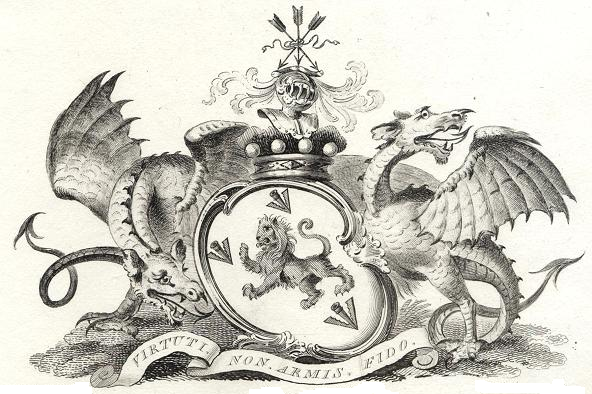
Герб графов Уилтон из семьи Эгертон

1-й граф Уилтон был членом семьи Эгертон, он являлся старшим сыном сэра Томаса Грея Эгертона, 6-го баронета из Эгертона и Оултона (1721—1756). Ранее он проживал в Хитон-парке, недалеко от Манчестера, и представлял в Палате общин Ланкашир (1772—1784). Он был потомком Роланда Эгертона, 1-го баронета (ум. 1646), который женился на Валентине, сестре и наследнице Томаса Грея, 15-го барона Грея де Уилтона (ум. 1614), который был лишен в 1603 году титула и поместий. В 1756 году после смерти своего отца Томас Эгертон стал 7-м баронетом, а в 1784 году стал бароном Греем из Уилтона из замка Уилтон в графстве Херефорд (Пэрство Великобритании).
В 1814 году после смерти Томаса Эгертона, 1-го графа Уилтона, не имевшего сыновей, титул барона Грея де Уилтона угас. Титул баронета унаследовал его родственник сэр Джон Грей Эгертон (1766—1825), который стал 8-м баронетом. А титулы графа Уилтона и виконта Грея де Уилтона перешли к Томасу Гровенору (1799—1882), внуку 1-го графа, который принял фамилию «Эгертон» и стал 2-м графом Уилтоном. Он был вторым сыном леди Элеонор Эгертон и Роберта Гровенора, 1-го маркиза Вестминстера (1767—1845), младшего брата Ричарда Гровенора, 2-го маркиза Вестминстера, и старшего брата лорда Роберта Гровенора, который в 1857 году получил титул барона Эбери. 2-й граф Уилтон занимал посты лорда-стюарда королевского стюарда (1835) в правительстве сэра Роберта Пиля.
Его старший сын, Артур Эгертон, 3-й граф Уилтон (1833—1885), был депутатом от консервативной партии и представлял в Палате общин Уэймут (1859—1865) и Бат (1873—1874). В 1875 году, за семь лет до того, как он стал преемником своего отца, Артур Эгертон получил титул барона Грея де Рэдклиффа в графстве Ланкашир. В 1885 году после смерти бездетного 3-го графа Уилтона титул барона Грея де Рэдклиффа угас. Но графский титул унаследовал его младший брат, Сеймур Джон Грей Эгертон, 4-й граф Уилтон (1839—1898).
В 1999 году после смерти его правнука, Сеймура Уильяма Артура Джона Эгертона, 7-го графа Уилтона (1921—1999), прямая линия от 2-го графа прервалась. Графский титул перешел к его родственнику Фрэнсису Эгертону Гровенору, 6-му барону Эбери (род. 1934), потомку Роберта Гровенора, 1-го барона Эбери (1801—1893), который стал 8-м графом Уилтоном.

## Графы Уилтон (1801)
- 1801—1814: Томас Эгертон, 1-й граф Уилтон (14 мая 1749 — 23 сентября 1814), сын сэра Томаса Грея Эгертона, 6-го баронета (1721—1756).
- 1814—1882: Томас Эгертон, 2-й граф Уилтон (30 декабря 1799 — 7 марта 1882), второй сын Роберта Гровенора, 1-го маркиза Вестминстера (1767—1845) и леди Эленор Эгертон (1770—1846), внук предыдущего.
- 1882—1885: Артур Эдвард Холланд Грей Эгертон, 3-й граф Уилтон (25 ноября 1833 — 18 января 1885), старший сын предыдущего.
- 1885—1898: Сеймур Джон Грей Эгертон, 4-й граф Уилтон (20 января 1839 — 3 января 1898), младший брат предыдущего.
- 1898—1915: Артур Джордж Эгертон, 5-й граф Уилтон (17 мая 1863 — 26 апреля 1915), единственный сын предыдущего.
- 1915—1927: Сеймур Эдвард Фредерик Эгертон, 6-й граф Уилтон (1 августа 1896 — 12 октября 1927), старший сын предыдущего.
- 1927—1999: Сеймур Уильям Артур Джоном Эгертон, 7-й граф Уилтон (29 мая 1921 — 6 октября 1999), единственный сын предыдущего.
- 1999 — н. в.: Фрэнсис Эгертон Гровенор, 8-й граф Уилтон (род. 8 февраля 1934), старший сын сэра Роберта Эгертона Гровенора, 5-го барона Эбери (1914—1957), от первого брака.
  - Наследник: Джулиан Фрэнсис Мартин Гровенор, виконт Грей де Уилтон (род. 8 июня 1959), единственный сын предыдущего.